# Trochosula
Trochosula là một chi nhện trong họ Lycosidae.